# Лія Аманда
Лія Аманда (італ. Lia Amanda; нар. 2 вересня 1932, Рим, Італія) — італійська актриса.

## Біографія
Справжнє прізвище — Мольфезі (італ. Molfesi). Дебютувала в кінокомедії «Тото в пошуках дому» (Аїда Ломаччя, 1949, реж. Стено і Маріо Монічеллі). Виконала ролі в 10 фільмах. У 1954 році Лія Аманда зіграла свою найкращу роль — Мерседес в екранізації роману Александра Дюма «Граф Монте-Крісто» (1954, реж. Робер Верне). На піку кар'єри вийшла заміж за Арнальдо Карраро й оголосила про свій вихід з кіно. Разом з чоловіком виїхала до Бразилії. Після значної перерви 1975 року виконала провідну роль у кінострічці Андреа Б'янчі «Оголена жінка-вбивця» (Nude per l'assassino).
Після 1975 року в кіно не знімалася.

## Фільмографія
- 1949: Totò cerca casa
- 1951: Cento piccole mamme
- 1952: Tre storie proibite
- 1952: Terra straniera
- 1953: Amanti del passato
- 1953: Allarme a sud
- 1954: Violenza sul lago
- 1954: Una donna prega
- 1954: Il tesoro di Montecristo
- 1954: Граф Монте-Крісто / (La vendetta di Montecristo) — Мерседес
- 1954: Спокусник / (Il seduttore) — Аліна